# Anthony Levine

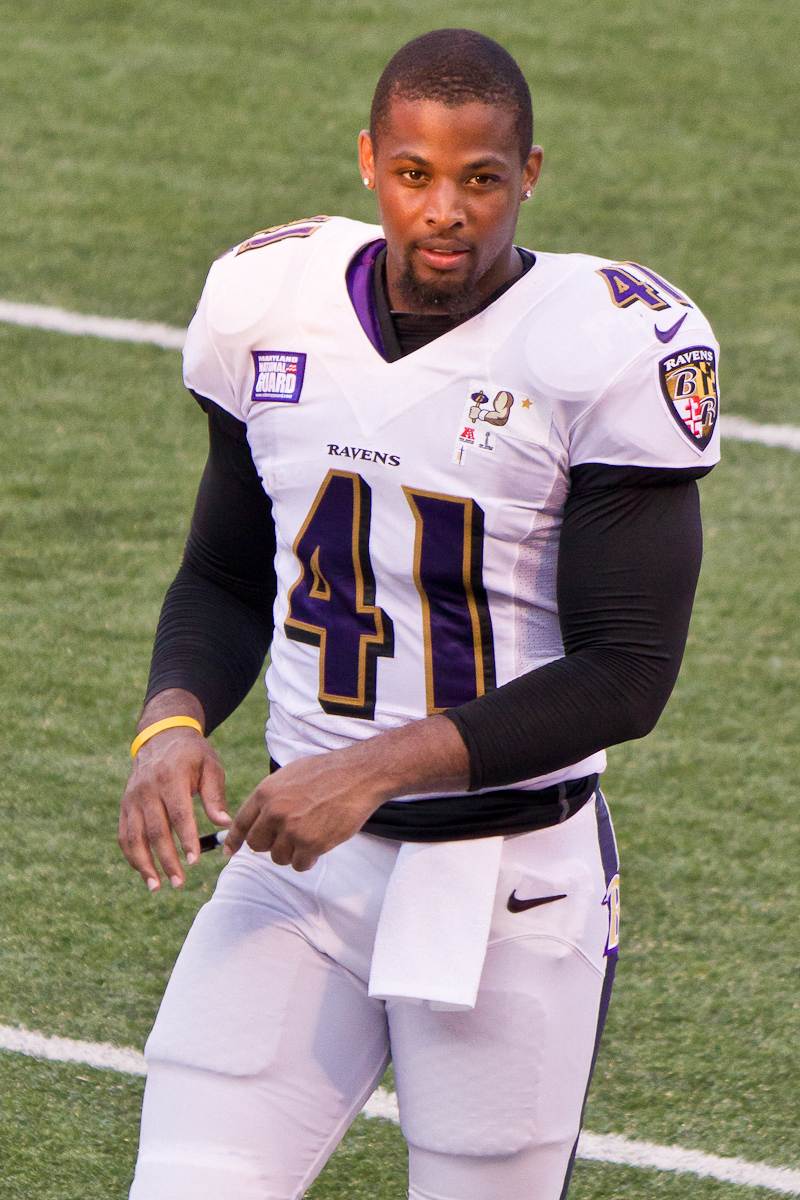
Anthony Levine en 2013.

Anthony Levine (21 de marzo de 1987) fue un jugador de fútbol americano, en la posición de Linebacker o Safety y fue conocido como un jugador crucial de equipos especiales. Jugó para los Cuervos de Baltimore. Fue un jugador de fútbol universitario en la Universidad Tennessee State.

## Años tempranos
Anthony pasó sus primeros 14 años de vida en Abbeville, Louisiana y justo antes de entrar a la preparatoria se mudó a Carolina del Norte, donde jugó ambos tipos de fútbol, básquetbol y pista mientras asistía a la preparatoria Richard J. Reynolds High School en Winston-Salem. El nativo de Abbeville ayudó al equipo de pista de Reynolds a ganar el Campeonato Estatal en su último año.